# إنسيستيسايد
إنسيستيسايد (بالإنجليزية: Incesticide) هو ألبوم تجميعي لفرقة الروك الأمريكية نيرفانا. يتألف إنسيستيسايد من الأغنية المفردة من عام 1990 سليفر، تسجيلات تجريبية، مقتطفات مختارة، نسخ غلاف وتسجيلات بث إذاعي. في ذلك الوقت، جميع المواد على  إنسيستيسايد  جرى تداولها ضمن مجتمعات معجبي الفرقة (على الرغم من أنها كانت منخفضة الجودة). ذُكر على نطاق واسع في الصحافة الموسيقية بأن الفرقة أرادت أن تقدم للمعجبين بديل ذو جودة أعلى، لكن في كتاب كوباين الخفي لتشارلز كروس، ذكرَ كروس أن كيرت كوبين وافق على إصدار الألبوم التجميعي لأنه سُمح بالسيطرة الكاملة على العمل الفني للألبوم (الغلاف).

## روابط خارجية
- إنسيستيسايد على موقع أول موفي (الإنجليزية)